# Waldburg
Đối với thị xã ở Thượng Áo, xem Waldburg, Áo.
Waldburg là một xã ở huyện Ravensburg ở bang Baden-Württemberg thuộc nước Đức. Đô thị này có diện tích 22,71 km², dân số thời điểm 31 tháng 12 năm 2020 là 3180 người.